# Jia-A League 1992
La stagione 1992 è stata la quarta edizione della Jia-A League, trentatreesima stagione della massima serie cinese di calcio.

## Avvenimenti

### Antefatti
In previsione della riforma che avrebbe introdotto in maniera definitiva il professionismo nel torneo, vennero operate alcune modifiche al regolamento: vennero soppresse le retrocessioni e i punti bonus da assegnare a quelle squadre che, nel corso della stagione, avrebbero schierato dei giocatori convocati in Nazionale.

### Il campionato
Per la terza volta consecutiva il torneo vide la vittoria finale del Liaoning, che prevalse di misura in un torneo equilibrato, con sette squadre racchiuse nello spazio di sei punti.

## Squadre partecipanti

### Profili
| Club partecipanti | Club partecipanti | Città    | Stagione 1991                 |
| ----------------- | ----------------- | -------- | ----------------------------- |
| Bayi              | dettagli          | Pechino  | 5° in Jia-A League            |
| Beijing           | dettagli          | Pechino  | 3° in Jia-A League            |
| Dalian            | dettagli          | Dalian   | 6° in Jia-A League            |
| Guangdong         | dettagli          | Canton   | 1° in Jia-B League (promosso) |
| Guangzhou E.      | dettagli          | Canton   | 4° in Jia-A League            |
| Liaoning          | dettagli          | Shenyang | Campione della Cina           |
| Shanghai          | dettagli          | Shanghai | 2° in Jia-A League            |
| Shenyang          | dettagli          | Shenyang | 2° in Jia-B League (promosso) |

### Allenatori
| Club         | Allenatore     |
| ------------ | -------------- |
| Beijing      | Tang Wenjung   |
| Bayi         | Yang Anli      |
| Dalian       | Qi Wusheng     |
| Guangdong    | Chen Xirong    |
| Guangzhou E. | Zhou Suian     |
| Liaoning     | Yang Yumin     |
| Shanghai     | Wang Houjun    |
| Shenyang     | Sheng Tianfeng |

## Classifica finale
|                 | Pos. | Squadra      | Pt | G  | V | N | P  | GF | GS | DR  |
| --------------- | ---- | ------------ | -- | -- | - | - | -- | -- | -- | --- |
| Cina (bandiera) | 1.   | Liaoning     | 19 | 14 | 8 | 3 | 3  | 25 | 14 | +11 |
|                 | 2.   | Guangzhou E. | 18 | 14 | 8 | 2 | 4  | 19 | 15 | +4  |
|                 | 3.   | Dalian       | 17 | 14 | 7 | 3 | 4  | 25 | 15 | +10 |
|                 | 4.   | Bayi         | 15 | 14 | 6 | 3 | 5  | 22 | 17 | +5  |
|                 | 5.   | Shanghai     | 14 | 14 | 6 | 2 | 6  | 18 | 15 | +3  |
|                 | 6.   | Beijing      | 13 | 14 | 5 | 3 | 6  | 21 | 20 | +1  |
|                 | 7.   | Guangdong    | 13 | 14 | 4 | 5 | 5  | 18 | 24 | -6  |
|                 | 8.   | Shenyang     | 3  | 14 | 1 | 1 | 12 | 8  | 36 | -24 |

Legenda:
      Campione della Cina e ammessa al Campionato d'Asia per club 1993-94
Regolamento:
Due punti a vittoria, uno a pareggio, zero a sconfitta.
In caso di arrivo di due o più squadre a pari punti, la graduatoria verrà stilata secondo la classifica avulsa tra le squadre interessate che prevede, in ordine, i seguenti criteri:
- Punti negli scontri diretti.
- Differenza reti negli scontri diretti.
- Differenza reti generale.
- Reti realizzate in generale.
- Sorteggio.

## Statistiche

### Classifica dei marcatori
Nel corso del campionato sono state segnate complessivamente 112 reti di cui un'autorete, per una media di 2 marcature per incontro. Di seguito viene riportata la classifica dei cannonieri:
| Gol | Rigori |  | Giocatore     | Squadra      |
| --- | ------ |  | ------------- | ------------ |
| 10  |        |  | Gao Hongbo    | Beijing      |
| 7   |        |  | Hao Haidong   | Bayi         |
| 6   |        |  | Xu Hui        | Dalian       |
| 5   |        |  | Wang Tao      | Bayi         |
| 5   |        |  | Luo Wensheng  | Guangzhou E. |
| 5   |        |  | Tang Quanshun | Shanghai     |
| 5   |        |  | Xie Yuxin     | Guangdong    |